# Penzancia flevensis
Penzancia flevensis is een rondwormensoort.